# Leo Baekeland
Leo Hendrik Baekeland (Sint-Martens-Latem, 14 de novembro de 1863 – Beacon, 23 de fevereiro de 1944) foi um inventor e empresário belga, considerado o pai da indústria do plástico.

## Carreira
Professor assistente de química da Universidade de Ghent, aos 26 anos emigrou para os Estados Unidos e abriu o seu próprio escritório de consultoria. Logo ganhou meio milhão de dólares ao vender para a Kodak o seu processo de produção de papel para impressão fotográfica, o Velox, que permitia a impressão por luz artificial. Conheceu também Richard Anthony, proprietário de uma conhecida empresa fotográfica que, percebendo a capacidade e o trabalho desempenhado por Baekeland, contratou-o como químico.
Entrou para a ainda recente indústria de plástico e desenvolveu a baquelite, um plástico à base de fenol e formaldeído até hoje usado em uma série de processos industriais. A baquelite ou Bakelite é um plástico formado precipuamente pela goma-laca em conjunto com o alcatrão de hulha. A goma-laca é uma substância natural liberada pelo besouro fêmea laca; é a tal goma-laca que dá origem ao plástico baquelite, em conjunto com o já mencionado alcatrão de hulha.
Outro traslado de plástico natural é celulose, composto substancial da xilema das plantas. Levando em consideração uma detalhada análise química, a baquelite é denominada polioxibenzimetilenglicolanidrido. A baquelite pode ser considerada um plástico "thermoset", ou seja, mantém seu formato após ser aquecida.
Leo Baekeland teve registradas em seu nome um número aproximado de 50 patentes. Morreu de hemorragia cerebral em um sanatório na cidade de Beacon, no estado de Nova Iorque, em 23 de fevereiro de 1944.

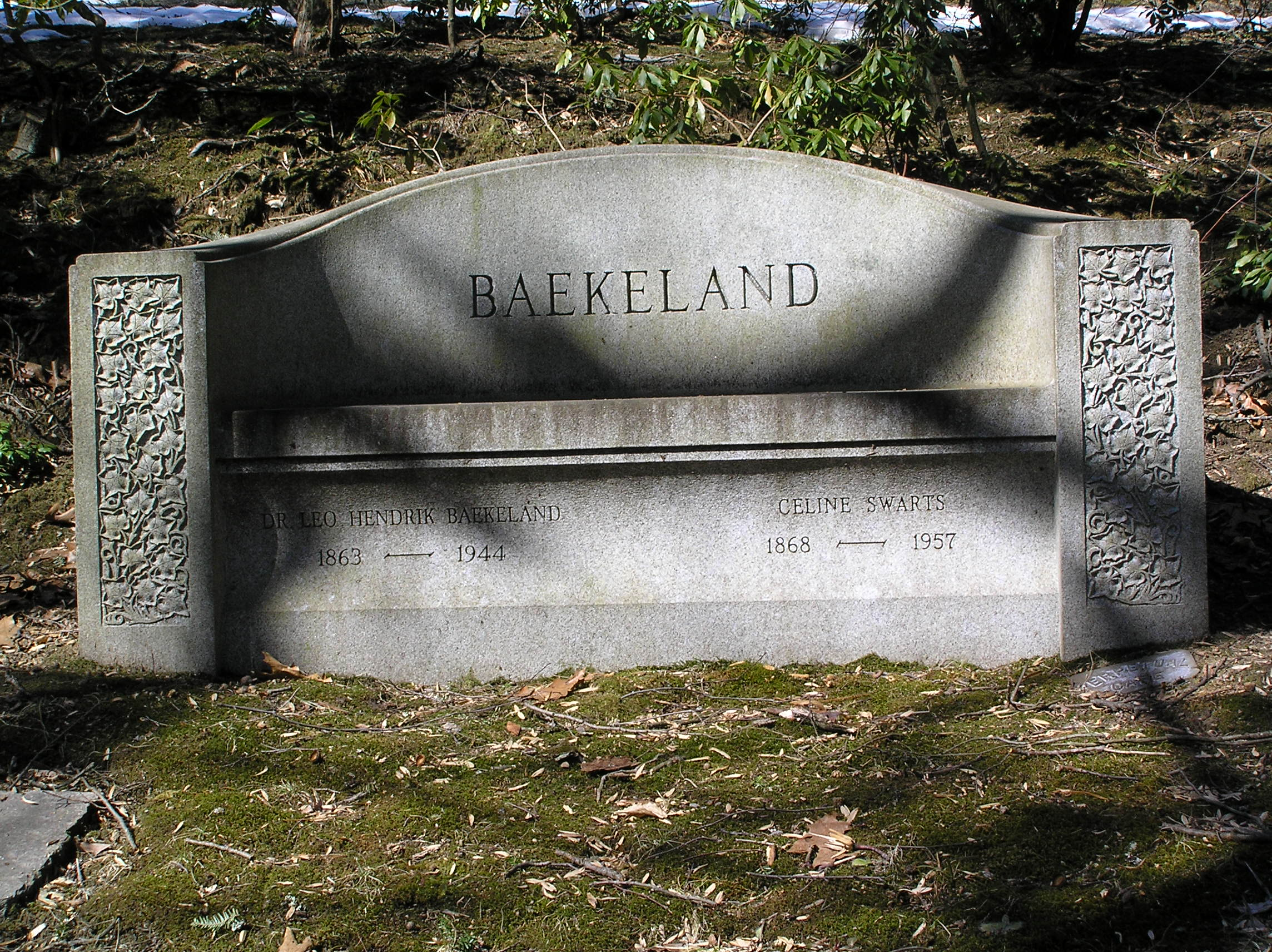
Sepultura de Leo Hendrik Baekeland

Sepultado no Cemitério de Sleepy Hollow.